# Nasum
Nasum fue una banda sueca de grindcore creada en 1992 por Anders Jakobson (guitarra) y Rickard Alriksson (batería/voces), como proyecto paralelo a la banda de Death metal Necrony. Su primera edición llegó en 1993, a través de un EP compartido con la mítica banda de grind Agathocles. Un par de semanas después, se incorporó a la banda un tercer miembro, el guitarrista Mieszko Talarczyk.

## Historia
Tras varios EP compartidos con otras bandas del mismo estilo, así como diversas colaboraciones en recopilatorios (Really fast vol 9, en 1993), por fin editaron su primera maqueta, bajo el título Domedagen, en noviembre de 1994. Un año después, grabaron en los famosos estudios Unisound la que sería su primera edición en solitario, con el mini-Cd al que titularon Industrislaven.
Las letras de sus temas se orientaban cada vez más hacia una temática eminentemente social y política, lo cual les aproximaba líricamente más a bandas de crustcore como Anti-Cimex, Discharge o Extreme Noise Terror, aunque musicalmente sus influencias más notables se encontraran en los clásicos del grindcore como Napalm Death, Retaliation y Regurgitate.
En 1995 realizaron su primera gira, durante la cual Rickard Alriksson fue sustituido provisionalmente por Per Karlsson (entonces batería del grupo Suffer). Al acabar la gira, Pero volvió con su banda, quedando Nasum como dúo, hecho que obligó a Anders Jakobson a ocuparse de la batería y voces guturales, quedando Mieszko Talarczyk como encargado de las guitarras y voces.
Tras varios EP y algunas participaciones más en diversos compilados, Nasum fueron fichados en 1997 por la famosa discográfica norteamericana Relapse, para la cual realizaron su primer LP "Inhale/Exhale", con el que consiguieron alcanzar un estatus de consideración en el underground musical.
De ahí en adelante, se sucedieron giras y nuevas grabaciones, entre las que incluyeron "Human 2.0" en 2000, "Helvete" en 2003, y "Shift" (Burning Heart Records) en 2004.
Antes de grabar Human 2.0, la banda incorporó al bajista del grupo de hardcore Burst (Jesper Liveröd) quien abandonó, sin embargo, Nasum después de grabar Helvete en 2003, siendo sustituido por Jon Lindqvist (Sayyadina, Acursed, Victims). Antes, el grupo había incorporado a un segundo guitarrista, Urban Skytt (Regurgitate) para la gira de presentación de Helvete. De este modo, la formación definitiva de Nasum quedó compuesta por:
Urban Skytt - guitarra,
Mieszko Talarczyk - guitarra/voz,
Jon Lindqvist - bajo/voz,
Anders Jakobson - batería.
El 26 de diciembre de 2004, Mieszko Talarczyk murió en el tsunami que afectó al sudeste asiático, mientras disfrutaba en Tailandia de unas vacaciones con su novia. Su cuerpo fue identificado dos meses más tarde. La banda se disolvió, aunque ha realizado algunas ediciones póstumas, como su álbum doble recopilatorio con temas inéditos y caras B, titulado Grind Finale.
Anders Jakobson, único miembro fundador que permanecía en Nasum en el momento en que la banda se disolvió, toca ahora en Krigshot y en Coldworker.

## Discografía
- "Blind World", split 7" EP with Agatochles (Poserslaughter)
- Really Fast vol 9, comp LP (Really Fast)
- Grindwork, comp MCD (Grindwork Productions)
- "Smile When You're Dead", split 7" EP with Psycho (Ax/ction)
- "Domedagen", demo (self released)
- "Industrislaven", MCD (Poserslaughter)
- "World In Turmoil", 7" (Blurred)
- "The Black Illusions", split 7" EP with Abstain (Yellow Dog)
- Regressive Hostility, comp CD (Hostile Regression)
- In Defense of Our Future - A Tribute to Discharge, LP/CD (Distortion)
- "Inhale/Exhale", CD (Relapse)
- "Inhale/Exhale", LP (Distorion/Relapse)
- Untitled 7" - bonus with "Inhale/Exhale" LP (Distorion/Relapse)
- Contaminated, comp CD (Relapse)
- "The Nasum Campaign", split 7" EP with Warhate (Relapse)
- Relapse Winter 2000 sample, promo comp CD (Relapse)
- "Human 2.0", CD (Relapse)
- "Human 2.0", LP (Distortion/Relapse)
- "Human 2.01", CD (Ritual/Howling Bull) - Japan edition
- "The Bloodbath is Coming", comp 7" EP (Putrid Filth Conspiracy)
- Untitled split 7" EP with Asterisk* (Black Mask Collective/Busted Heads/Putrid Filth)
- Requiems of Revulsión - A Tribute to Carcass, comp CD (Death Vomit)
- Untitled split 7" EP with Skitsystem (No Tolerance)
- Polar Grinder, comp LP (Putrid Filth/Manufactured cR)
- Collapsed, comp CD (Ritual/Howling Bull)
- "Helvete", LP/CD (Relapse)
- "Helvete", CD (Ritual/Howling Bull) - Japan edition
- "Shift", CD (Burning Heart) - World edition
- "Shift", CD (Relapse) - US edition
- "Shift", CD (Ritual/Howling Bull) - Japan edition
- "Shift", LP (No Tolerance/Burning Heart)
- "Helvete", LP (Vinyl Maniacs/GMR) - picture disc
- "Human 2.0", LP (Vinyl Maniacs/GMR) - picture disc
- "Inhale/Exhale", LP (Vinyl Maniacs/GMR) - picture disc
- "Grind Finale", 2xCD (Relapse)

## Enlace
- http://www.nasum.com
- Nasum en Discogs

- Datos: Q1500192